# Puya adscendens
Puya adscendens är en gräsväxtart som beskrevs av Lyman Bradford Smith. Puya adscendens ingår i släktet Puya och familjen Bromeliaceae. Inga underarter finns listade i Catalogue of Life.